# 강서구 (부산광역시)
강서구(江西區)는 대한민국 부산광역시 서부에 있는 구이다. 강서구는 낙동강 본류를 따라 동쪽으로 북구, 사상구, 사하구가 접하고, 서쪽으로 김해시, 창원시 진해구가 접하고 있으며, 남쪽으로 남해가 펼쳐져 있다.
강서구에는 김해국제공항과 부산신항이 있으며, 부산시와 경상남도를 연결하는 남해고속도로와 남해고속도로제2지선이 통과한다.

## 역사
강서구의 대부분 지역은 경상남도 김해군에서 부산시로 편입되었기 때문에 강서구는 김해시와 역사적 기반을 공유하는 것으로 보는 게 일반적이다. 다만, 대저동은 조선 시대에 양산군에 속해있다가 1906년에 김해군으로 편입되었고, 가덕도동은 웅천군(기존진해시인 진해구), 창원군, 의창군을 거쳐 1989년에 신설된 강서구로 합쳐졌다.
- 42년 : 변한 12국 중 구야국(狗邪國). 9간이 수로왕을 받들어 가락국이 건국되었다.
- 532년(신라 법흥왕 19년) : 가락국 10대왕인 구형왕이 신라에 항복하여 금관군이 되었다.
- 630년(신라 문무왕 20년) : 금관소경
- 756년(신라 경덕왕 15년) : 김해소경
- 940년(고려 태조 23년) : 김해부
- 1413년(조선 태종 3년) : 김해도호부
- 1896년(조선 고종 33년) : 김해군
- 1898년(광무 2년) : 김해군 녹산면, 명지면
- 1899년(광무 3년) : 가락면과 덕도면이 신설되었다.
- 1906년 : 양산군 대상면(현 대저1동)과 대하면(대저2동)이 김해군에 편입되면서 대저면으로 합면하였다.
- 1914년 4월 1일 : 덕도면이 가락면에 편입되었다.
- 1973년 7월 1일 : 대저면이 대저읍으로 승격하였다.[3]
- 1978년 2월 15일 : 김해군 대저읍, 명지면과 가락면 동부(옛 덕도면 지역) 등 낙동강 삼각주가 부산직할시 북구에 편입되었다.[4]

| 법률 제3014호                         |                 |                  |
| 구 행정구역                           | 신 행정구역     | 신 행정구역      |
| 대저읍                                | 부산직할시 북구 | 대저1동, 대저2동 |
| 가락면 대사리, 북정리, 상덕리, 제도리 | 부산직할시 북구 | 강동동           |
| 명지면(신호리 제외)                   | 부산직할시 북구 | 명지동           |
| 명지면 신호리                         | 녹산면 신호리   | 녹산면 신호리    |
- 1983년 5월 1일 : 시 직할 강서출장소를 설치하였다.
- 1983년 12월 15일 : 대저2동의 을숙도, 일웅도가 사하구에 편입되었다.[5]
- 1989년 1월 1일 : 부산직할시 북구 일부(낙동강 삼각주)와 경상남도 김해군 녹산면·가락면, 의창군 천가면(가덕도)을 관할로 강서구가 신설되었다. 천가동에는 구청 직할의 천가출장소가 설치되었다.[6] (7행정동 22법정동)

| 법률 제4051호   |                                                                                        |                   |                                                                                        |
| 구 행정구역     | 구 행정구역                                                                            | 신 행정구역       | 신 행정구역                                                                            |
| 부산직할시 북구 | 강서출장소(대저1동, 대저2동, 강동동, 명지동)                                           | 부산직할시 강서구 | 대저1동, 대저2동, 강동동, 명지동                                                       |
| 김해군          | 녹산면(법정리: 구랑리, 송정리, 화전리, 녹산리, 생곡리, 지사리, 미음리, 범방리, 신호리) | 부산직할시 강서구 | 녹산동(법정동: 구랑동, 송정동, 화전동, 녹산동, 생곡동, 지사동, 미음동, 범방동, 신호동) |
| 김해군          | 가락면(법정리: 죽림리, 식만리, 죽동리, 봉림리)                                         | 부산직할시 강서구 | 가락동(법정동: 죽림동, 식만동, 죽동동, 봉림동)                                         |
| 의창군          | 천가면(법정리: 성북리, 동선리, 눌차리, 천성리, 대항리)                                 | 부산직할시 강서구 | 천가동(법정동: 성북동, 동선동, 눌차동, 천성동, 대항동)                                 |
- 1995년 1월 1일 : 부산광역시 강서구[7]
- 1995년 3월 1일 : 경상남도 진해시 용원동의 일부(0.95 km2)가 송정동에 편입되었다.
- 2000년 2월 25일 : 부산경남경마공원 건설에 관한 부산광역시와 경상남도 사이의 합의로 범방동의 일부(1.03 km2)가 경상남도 김해시 장유면으로 이관되고, 김해시 장유면 수가리의 같은 면적이 범방동에 편입되었다.
- 2004년 3월 30일 : 부산진해경제자유구역청이 개청하였다.
- 2007년 3월 2일 : 행정구역 경계정비로 경상남도 진해시 용원동의 일부가 송정동에 편입되었다.
- 2008년 6월 21일 : 하천 구역의 경계를 정비하면서 강서구의 낙동강 월경지 일부가 북구와 사상구에 편입되었다.
- 2015년 1월 30일 : 천가동의 동이름이 가덕도동으로 변경되었다.
- 2018년 1월 1일 : 명지동이 명지1동과 명지2동으로 분동하였다.
- 2025년 1월 1일 : 녹산동이 녹산동, 신호동으로 분동하였다.

## 지리

### 지형

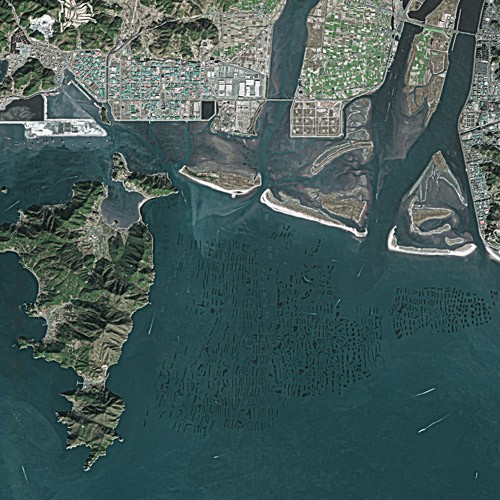
강서구 인공위성 사진

낙동강 하구 지역으로 남해와 접하고 있으며, 낙동강이 운반하는 토사량이 많으며 경사가 완만하고 조수간만의 차이가 적어 운반물질의 퇴적으로 인한 삼각주 지형이 발달하기에 알맞은 조건을 구비하고 있다.
낙동강 하구는 1만 년 전에는 지금보다 북쪽인 김해시 대동면과 북구 금곡동 사이까지 바닷물이 들어오는 거대한 만입(灣入)이었으나, 해수준면의 상승에 따라 완신세의 두꺼운 충적층으로 매립된 삼각주가 형성되었다. 강서구의 대저동, 강동동, 명지동은 낙동강의 동서 분류로 인하여 형성된 낙동강 삼각주에 위치하고 있는데, 여기에는 대저도, 대사도, 덕도, 제도, 맥도, 둔치도, 명지도 등이 있었다. 이런 낙동강의 하중도(河中島)들은 1934년 대저제방이 축조된 뒤 현재와 같은 형태가 되었다.
김해평야와 그 서쪽 녹산동의 산지와 가덕도 등 도서 지역으로 형성된 181.5 km2의 구역을 관할하고 있다. 가덕도에는 자생하는 동백군락지가 있고, 동양에서 손꼽히는 철새도래지 등 수려한 자연경관을 가지고 있다.

### 기후
대한민국의 동남단으로 남해와 접하고 있으며, 기온이 높고 강수량이 많은 편이다. 연 평균기온은 14~15 ℃이고, 연평균 강수량은 1,700~1,800 mm이며 연평균 풍속은 4~5 m/sec이다. 풍향은 여름에는 남서풍, 겨울에는 북서풍의 영향을 받는다.
조수간만의 차이는 비교적 적은 편으로 평균 조차가 1.4 m이고, 고극조위 2.8 m, 저극조위 0.85 m로 그 차는 약 2 m에 달하는데, 이 때 발생하는 조류의 에너지와 조량이 삼각주의 사주에 미치게 되므로 하천을 통하여 운반되어 오는 물질의 이동과 퇴적에 영향을 주게 된다.
다른 지역에 비해 기온의 차이가 적고, 강수량도 충분한 편으로서 여름철은 해풍의 영향으로 기온이 다른 지방보다 낮은 대신 겨울철은 바다와 북쪽 산악의 영향으로 기온이 높아 비교적 좋은 기후조건을 구비하고 있으나, 겨울철에 바람이 강하고 건조하여 산간지역과 도서지역에 산불이 발생하기 쉽고 해안과 해상에서의 활동에 지장을 주기도 한다.

## 행정

### 행정 구역
강서구의 행정 구역은 9행정동으로 구성되어 있다. 강서구의 면적은 181.5 km2로 부산광역시의 23.6%를 차지하고 있다. 2023년 5월 31일 주민등록 기준으로 인구는 120,600명, 세대는 54,507 가구이다.
| 행정동   | 한자     | 면적 (km2) | 인구    | 세대   |
| -------- | -------- | ---------- | ------- | ------ |
| 대저1동  | 大渚1洞  | 17.73      | 5,793   | 3,800  |
| 대저2동  | 大渚2洞  | 29.26      | 6,356   | 3,558  |
| 강동동   | 江東洞   | 18.49      | 6,829   | 2,361  |
| 명지1동  | 鳴旨1洞  | 12.4       | 54,808  | 16,113 |
| 명지2동  | 鳴旨2洞  | 3.25       | 30,041  | 10,027 |
| 가락동   | 駕洛洞   | 18.95      | 2,172   | 1,399  |
| 녹산동   | 菉山洞   | 52.78      | 22,903  | 14,668 |
| 가덕도동 | 加德島洞 | 24.56      | 4333    | 2,177  |
| 신호동   | 新湖洞   | 4.08       | 16,321  | 7,490  |
| 강서구   | 江西區   | 181.5      | 149,720 | 69,287 |

* 인구·세대는 2020년 5월 31일 기준

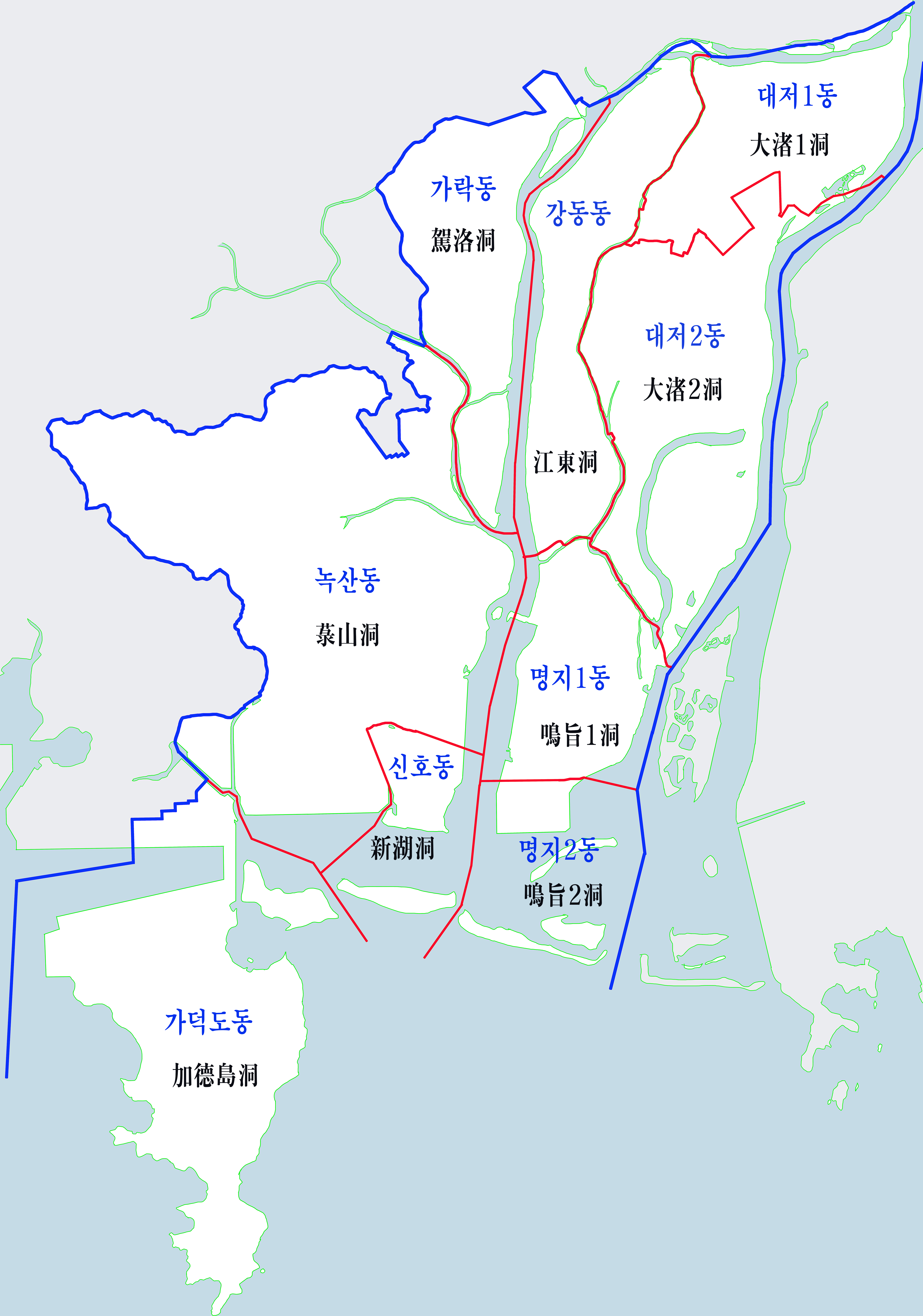
부산광역시 강서구의 지도.

강서구는 최근 뚜렷하게 인구가 증가하고 있는데, 이는 명지동과 녹산동(특히, 신호동)의 해안가를 중심으로 대규모 아파트 단지가 조성돼 명지동은 2008년 12월부터, 녹산동은 2013년 12월부터 인구 유입이 크게 늘었기 때문이다. 반면, 구(區)의 원도심인 대저1동과 대저2동은 2000년대 초반부터 인구가 감소하고 있다.

## 인구
| 연도   | 총인구    | 그래프 |
| ------ | --------- | ------ |
| 1985년 | 51,095명  |        |
| 1990년 | 79,257명  |        |
| 1995년 | 66,542명  |        |
| 2000년 | 53,590명  |        |
| 2005년 | 45,726명  |        |
| 2010년 | 52,207명  |        |
| 2015년 | 92,628명  |        |
| 2020년 | 133,354명 |        |

## 산업

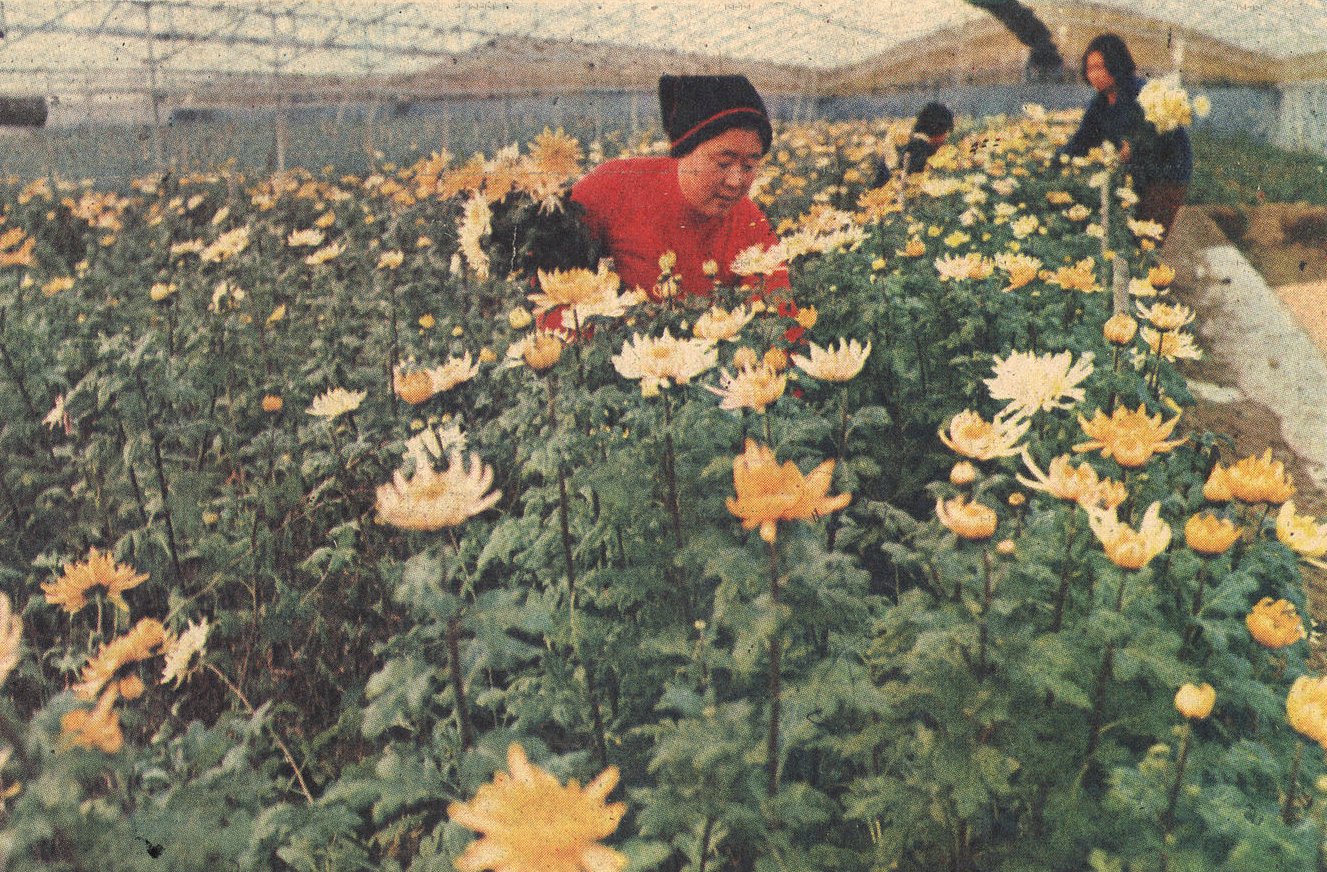
경남 김해군 대저읍 중촌리의 비닐하우스 (1974년)

비옥하고 넓은 평야 지역에는 대저, 강동, 가락 화훼단지, 강동 깻잎, 명지 대파, 대저 토마토, 범방미나리, 가락황금쌀 등 우수한 특산물이 생산되고 있고, 민물과 바닷물이 교차하는 낙동강 하구지역에는 굴, 김, 파래 양식이 이뤄지고 있으며, 가덕도 숭어 등 다양한 수산물이 생산되고 있다.

### 어항
- 국가어항 : 천성항
- 지방어항 : 대항항, 눌차항
- 어촌정주어항 : 순아항, 신호항, 대항새바지항

## 경제
강서구에는 녹산, 신호, 부산과학, 화전, 미음산업단지 등 1개의 국가산업단지와 4개의 일반산업단지가 있다. 녹산산업단지는 조립금속, 정밀기계, 석유화학, 섬유의복 기업이 입주해 있고, 외국계 자동차 기업인 르노코리아의 경우, 컴팩트 쿠페형 준중형급 SUV인 아르카나를 비롯한 중형 SUV인 QM6를 양산하고 있다.

### 기업
- 르노코리아

## 문화·관광

### 자연
- 가덕도

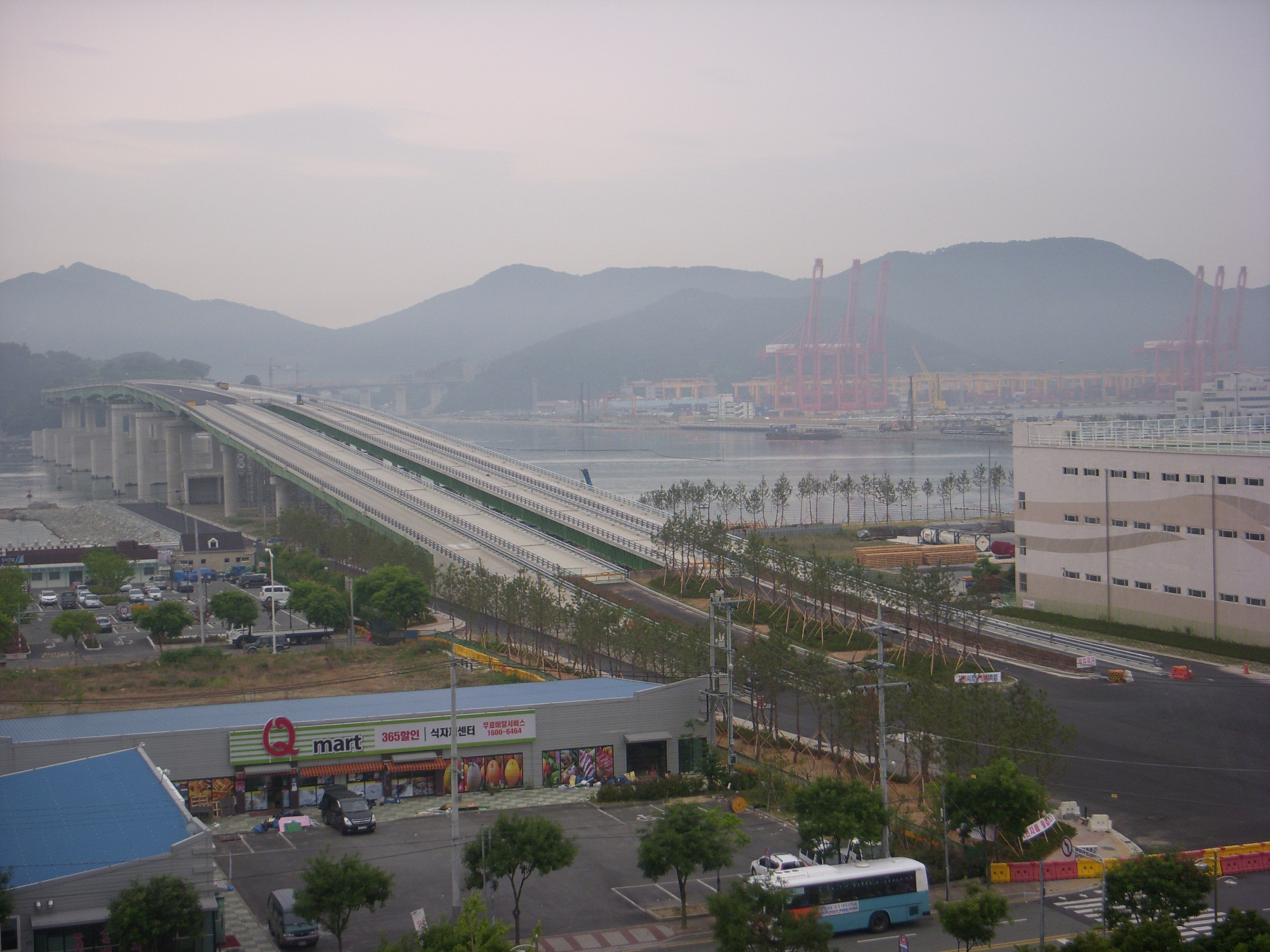
가덕도

  - 가덕도 연대봉 : 가덕도에서 산이 가장 높으나, 연태봉이라고 부르기도 한다. 대중교통은 없으며, 등산이 필요하다.
- 하신마을 : 강서구 명지동에 위치하며, 중신마을 옆에 위치하고 있는 마을이다. 청둥오리가 유명하다.
- 낙동강제방도로
- 대항어촌체험마을
- 맥도생태공원
- 솥뚜껑토마토정보화마을

### 문화재
- 명월사지
- 흥국사
- 용적사 독성도 (부산광역시 문화재자료 제59호)
- 청량사 석가모니후불탱 (부산광역시 문화재자료 제34호)
- 망산도 유주암 (부산시 지정문화재 기념물 제57호)
- 범방3층석탑 (부산시 지정문화재 기념물 제23호)
- 눌차왜성 (부산시 강서구 지정문화재 기념물)
- 천성진성 (부산시 지정문화재 기념물 제34호)
- 가덕도 척화비 (부산시 지정문화재 기념물 제35호)
- 가덕도 자생 동백군락지 (부산시 지정문화재 기념물 제36호)
- 생곡 가달고분군 (부산시 지정문화재 기념물 제43호)
- 범방패총 (부산시 지정문화재 기념물 제44호)
- 김해 죽도왜성 (부산시 지정문화재 기념물 제47호)
- 가덕도등대 (부산시 지정문화재 기념물 제50호)
- 가덕도 연대산 봉수대
- 녹산 성화예산 봉수대
- 가덕진성
- 금단곶보성지
- 가덕도 왜성지성
- 가덕도 성북왜성
- 녹산장락패총
- 가덕도 두문지석묘
- 녹산 수참왜관
- 생곡 형제 순교자 묘
- 이순신 장군 전적비
- 가덕도 대항 인공 동굴
- 명월사 사왕석(明月寺 蛇王石)
- 명월사지 허황후 유허비
- 명월사 사적비(明月寺 事蹟碑)
- 경상감사 김상휴 영세불망비
- 경상감사 홍재철 영세불망비
- 가락 대부교비(大夫橋碑)
- 가락부사 류덕옥 애민선정비(府使 柳德玉 愛民善政碑)
- 가덕도 절제사 오후 신묵 영세불망비
- 가덕도 절제사 이후 우성 영세불망비
- 가덕도 절제사 이후 두용 영세불망비
- 경주최씨 정열각
- 가락 효자 김석숭 정려비
- 녹산 효자 어경덕 지려
- 녹산 열부 정부인 성씨 정려비
- 남강 조정환 구국기적비
- 가덕도 국군 23용사 충혼비
- 가락동 6.25 전몰장병 충혼탑
- 독립유공자 조정환 흉상
- 독립유공자 이수강 흉상
- 독립유공자 김근도 흉상
- 금수현 작곡- 그네 노래비
- 배재황 시비- 오막살이
- 이은상 시비- 낙동강
- 이은상 시비- 고향길
- 조지훈 시비- 완화삼과 박목월 시비-나그네
- 이주홍 시비- 엄마의 품
- 칠점산 표석비

### 축제 및 행사
- 대저토마토축제 (매년 4월 중)
- 가덕도숭어축제 (매년 4월 중)
- 명지시장 전어축제 (매년 8월 말)
- 강서낙동강갈대꽃축제 (매년 10월 중)

### 유원지
- 부산경남경마공원 : 부산광역시 강서구 범방동에 위치하고 있다.
- 명지오션시티 : 명지동에 위치한 아파트단지다. 퀸덤아파트, 극동스타클래스, 롯데캐슬아파트가 있으며, 호산나교회가 있다.
- 강서체육공원
- 서낙동강조정카누경기장

### 강서팔경
- 해강일점 노적봉
- 동백군락 아동도
- 죽도모연 오봉산
- 삼십리방 낙동제
- 성화례향 봉화산
- 포효무제 연대봉
- 명사낙안 진우도
- 명월만산 보개산

## 교통

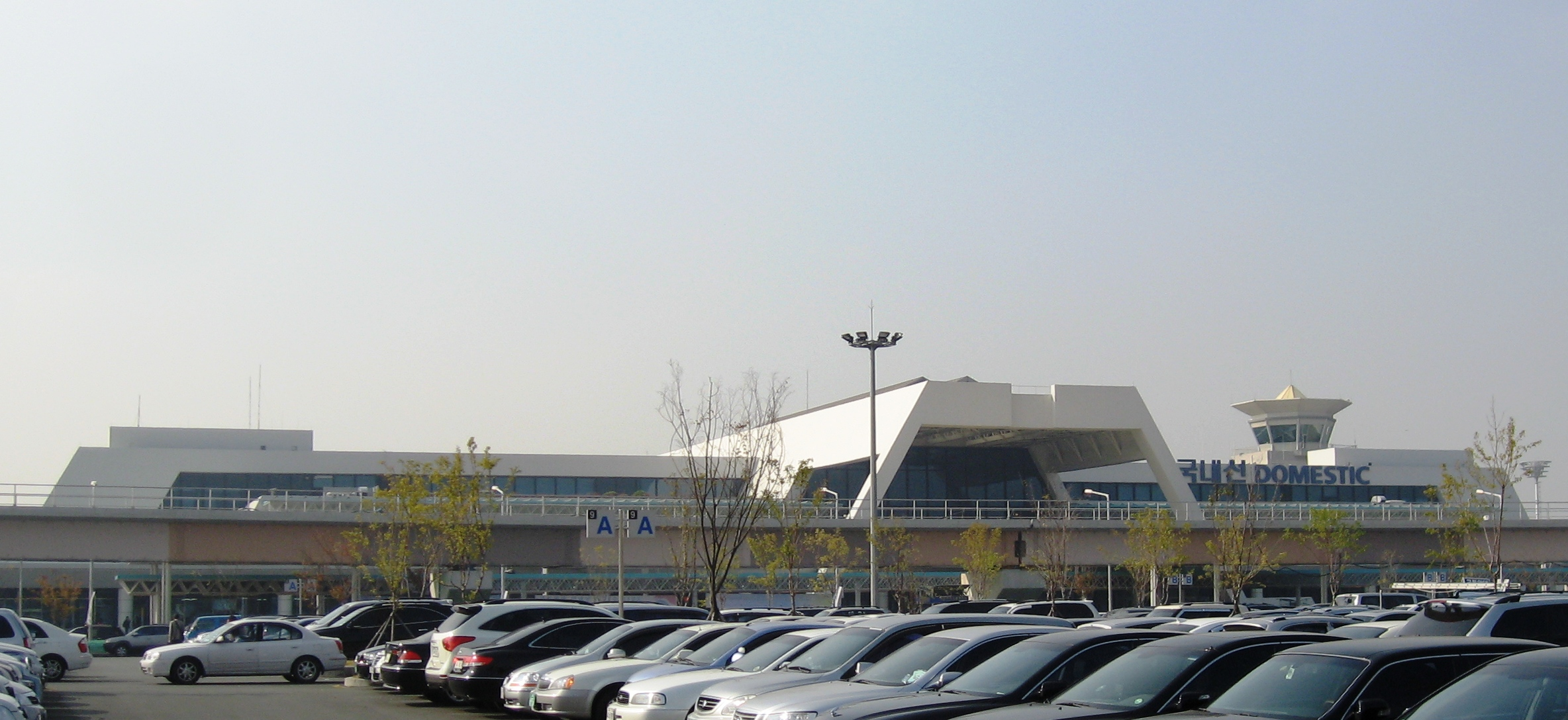
김해국제공항 국내선 청사

남부 지방의 대표적인 관문인 김해국제공항이 강서구에 위치하고 있으며, 서울, 제주 등의 국내 도시와 도쿄, 상하이 등의 외국 도시로 연결된다.
- 철도 : 부산 도시철도 3호선 대저역, 체육공원역, 강서구청역이 있다.

| ● 부산 도시철도 3호선 | 강서구청역 ↔ 체육공원역 ↔ 대저역 ↔ 시/종점                                                       |
| 부산-김해경전철       | 괘법르네시떼역 ↔ 서부산유통지구역 ↔ 공항역 ↔ 덕두역 ↔ 등구역 ↔ 대저역 ↔ 평강역 ↔ 대사역 ↔ 불암역 |

| 부산신항선 | 장유역 ↔ 부산신항역 ↔ 북철송장역·남철송장역 (화물 취급만 담당) |

- 고속도로 : 남해고속도로, 남해고속도로제2지선과 중앙고속도로가 관통한다.

| 10  | 목포 ↔ 순천 ↔ 진주 ↔ 창원 ↔ 대저 분기점 ↔ 덕천 나들목                                        |
| 104 | 장유 나들목 ↔ 가락 나들목 ↔ 서부산 나들목 ↔ 사상 나들목                                      |
| 55  | 삼락 나들목 ↔ 김해공항 나들목 ↔ 대저 분기점 ↔ 초정 나들목 ↔ 대구 ↔ 안동 ↔ 제천 ↔ 원주 ↔ 춘천 |

| 14 | 낙동북로 | 2 | 낙동남로 | 58 | 거가대로 |

- 거가대교 개통으로 거제시와 연결되었다.

## 교육 기관
- 고등학교

|  | - 부산대저고등학교 - 부산산업과학고등학교 | - 덕문고등학교 - 경일고등학교 | - 명호고등학교 - 부산강서고등학교 | - 부산대저고등학교 - 부산산업과학고등학교 |

- 중학교

|  | - 가락중학교 - 경일중학교 | - 낙동중학교 - 녹산중학교 | - 대저중학교 - 덕문중학교 | - 명지중학교 - 명호중학교 | - 신호중학교 - 지사중학교 | - 오션중학교 |

- 초등학교

|  | - 가락초등학교 - 남명초등학교 | - 녹명초등학교 - 녹산초등학교 | - 대사초등학교 - 대상초등학교 | - 대저초등학교 - 덕두초등학교 | - 명일초등학교 - 명지초등학교 | - 명호초등학교 - 배영초등학교 | - 송정초등학교 - 신명초등학교 | - 신호초등학교 - 오션초등학교 - 천가초등학교 |

- 특수학교

|  | - 부산한솔학교 - 부산혜원학교 |

## 출신 인물
- 강병철
- 김도읍
- 송강호
- 임영민
- 철구형

## 갤러리

### 풍경

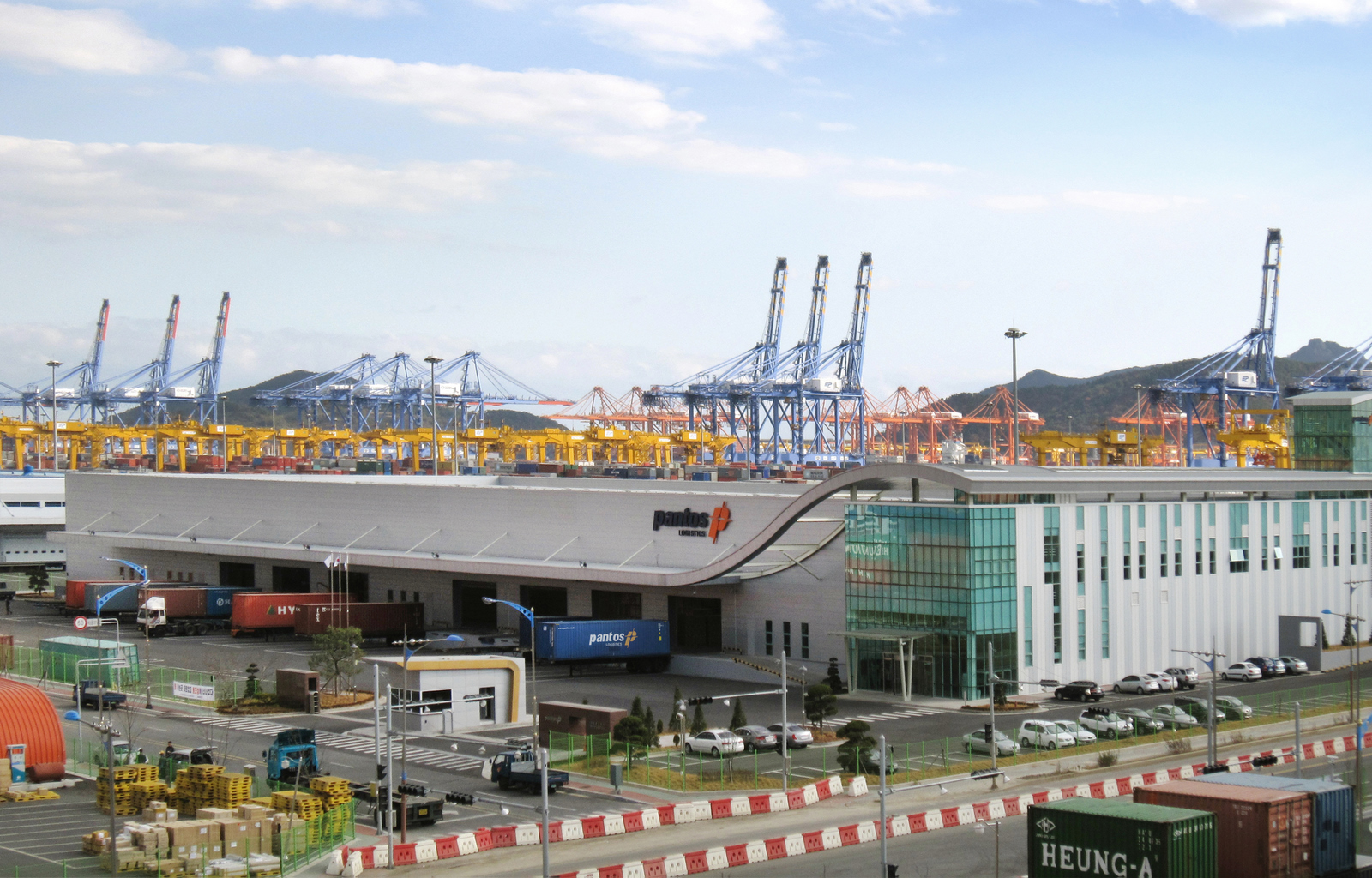
부산신항 일대
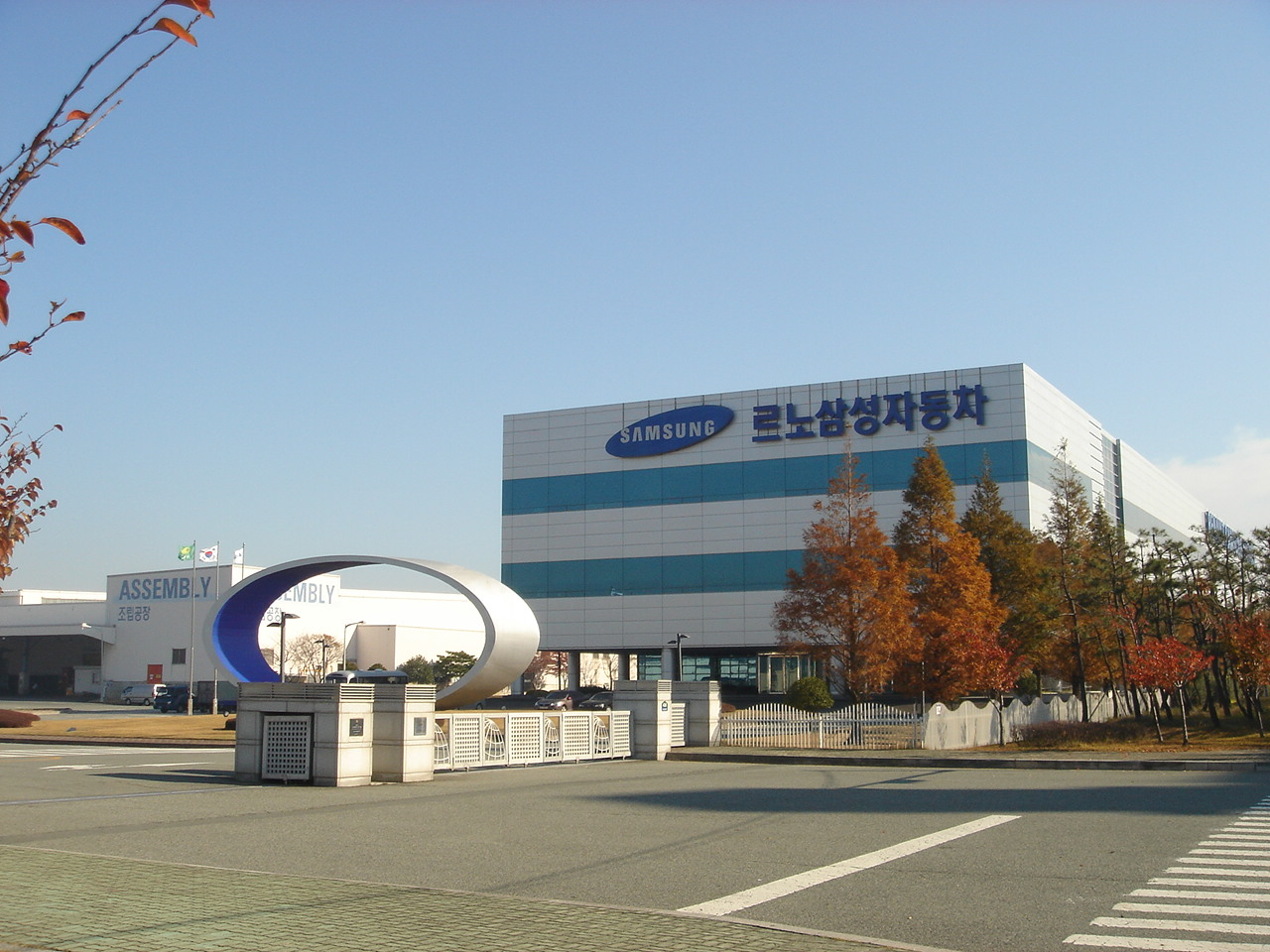
르노코리아자동차 (구 르노삼성자동차)
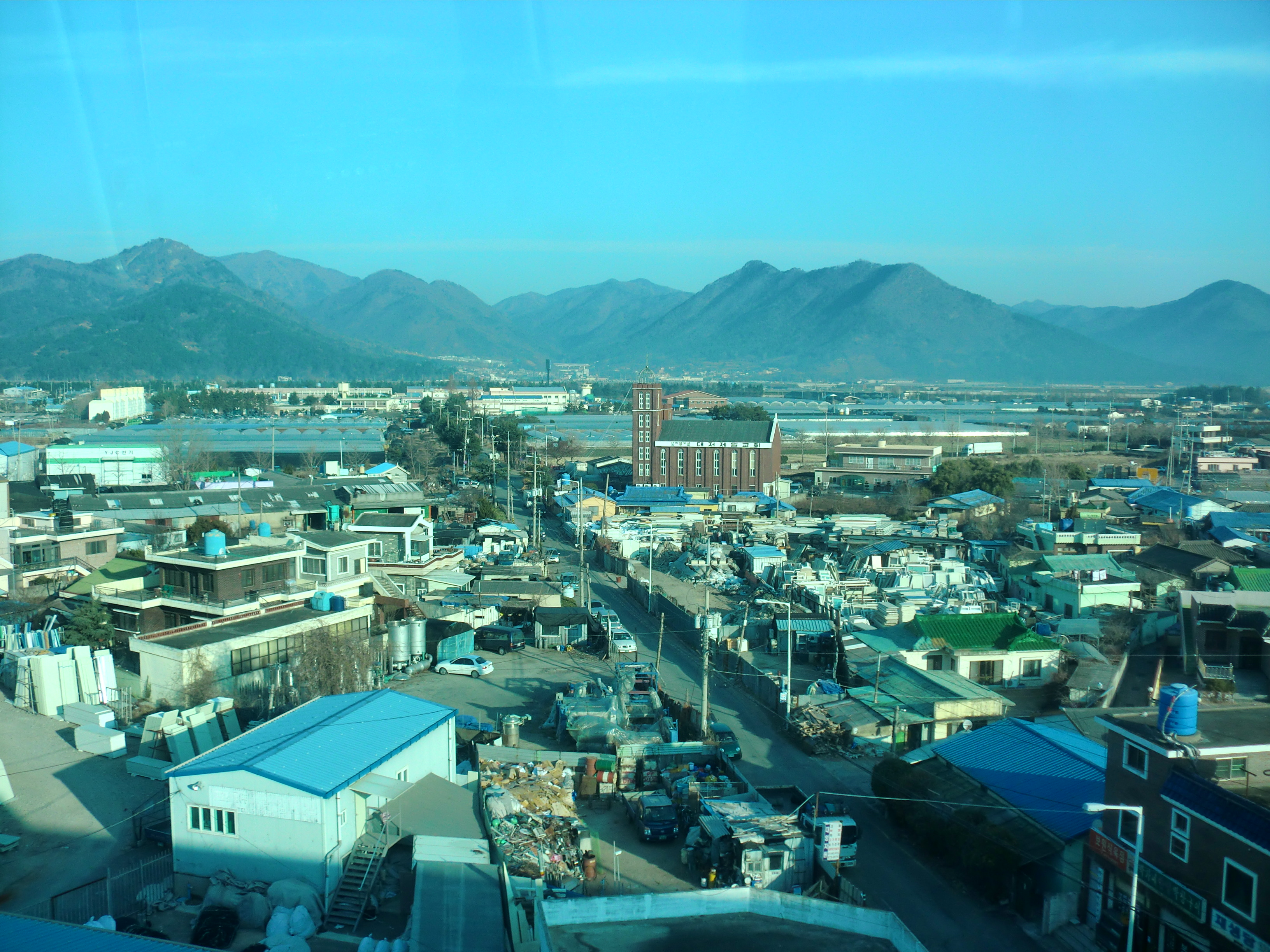
대저동 일대
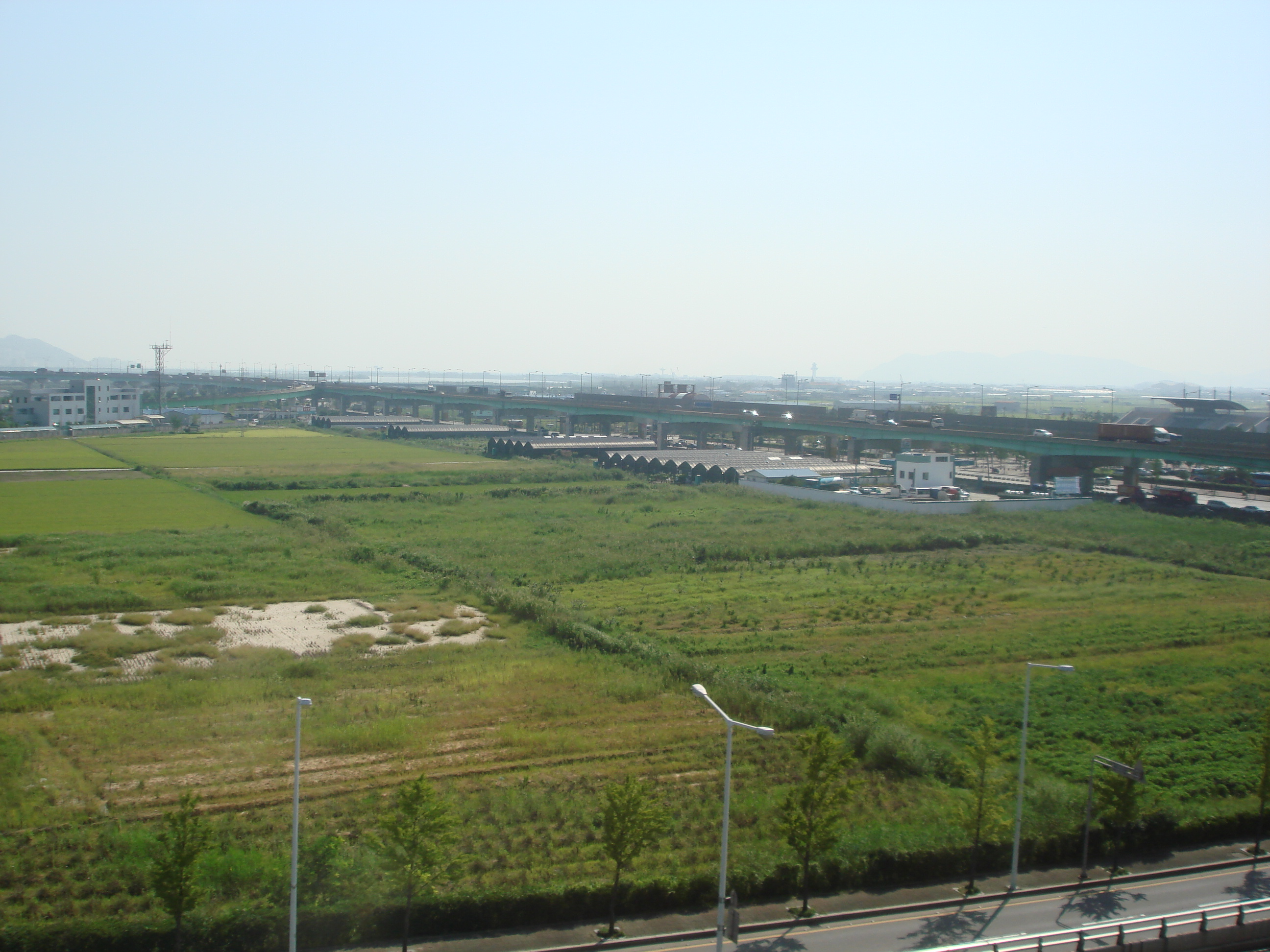
명호중학교 주변으로, 주위에 아파트가 둘러 쌓여 있다.

### 김해국제공항

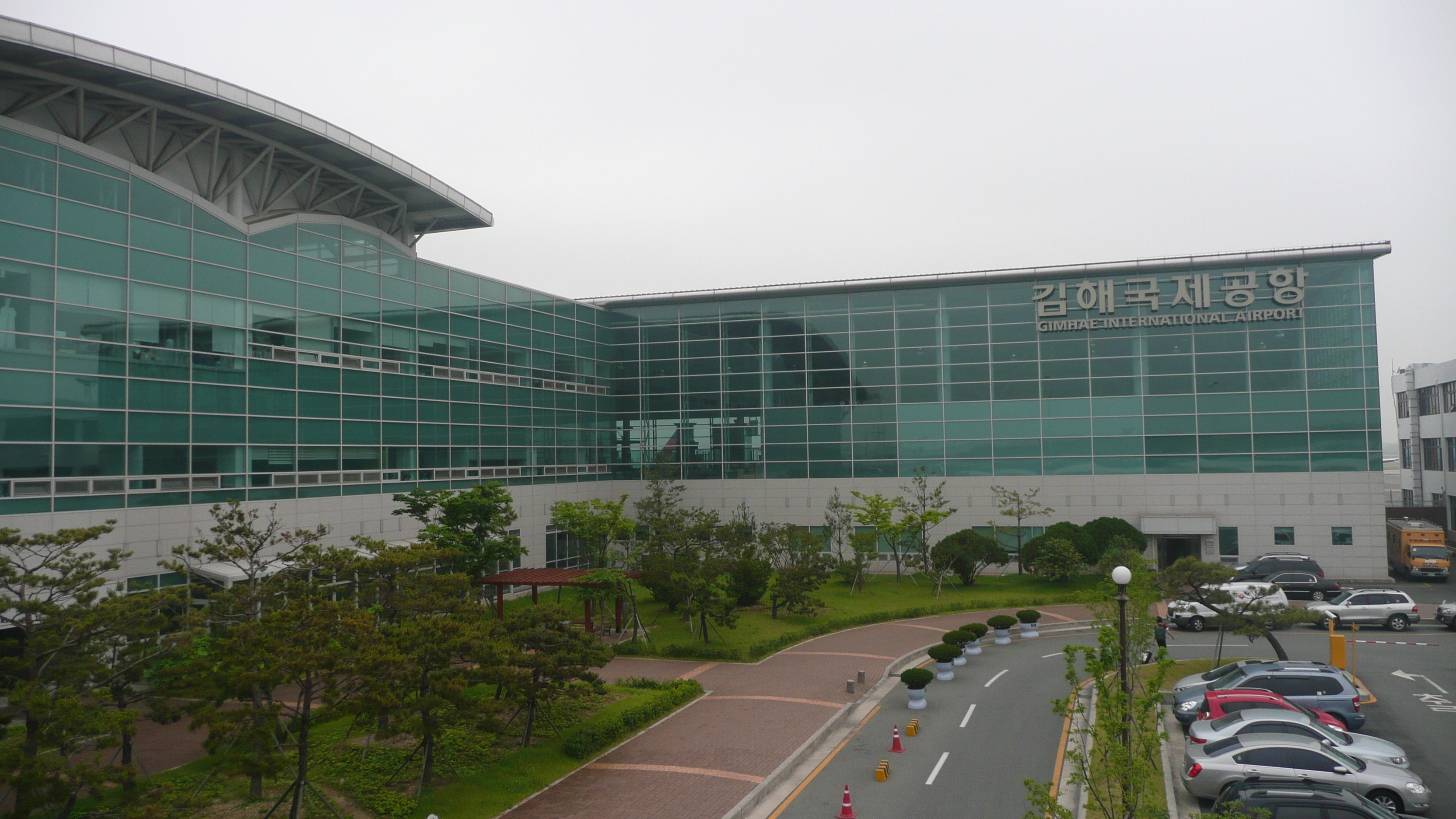
국제선 청사
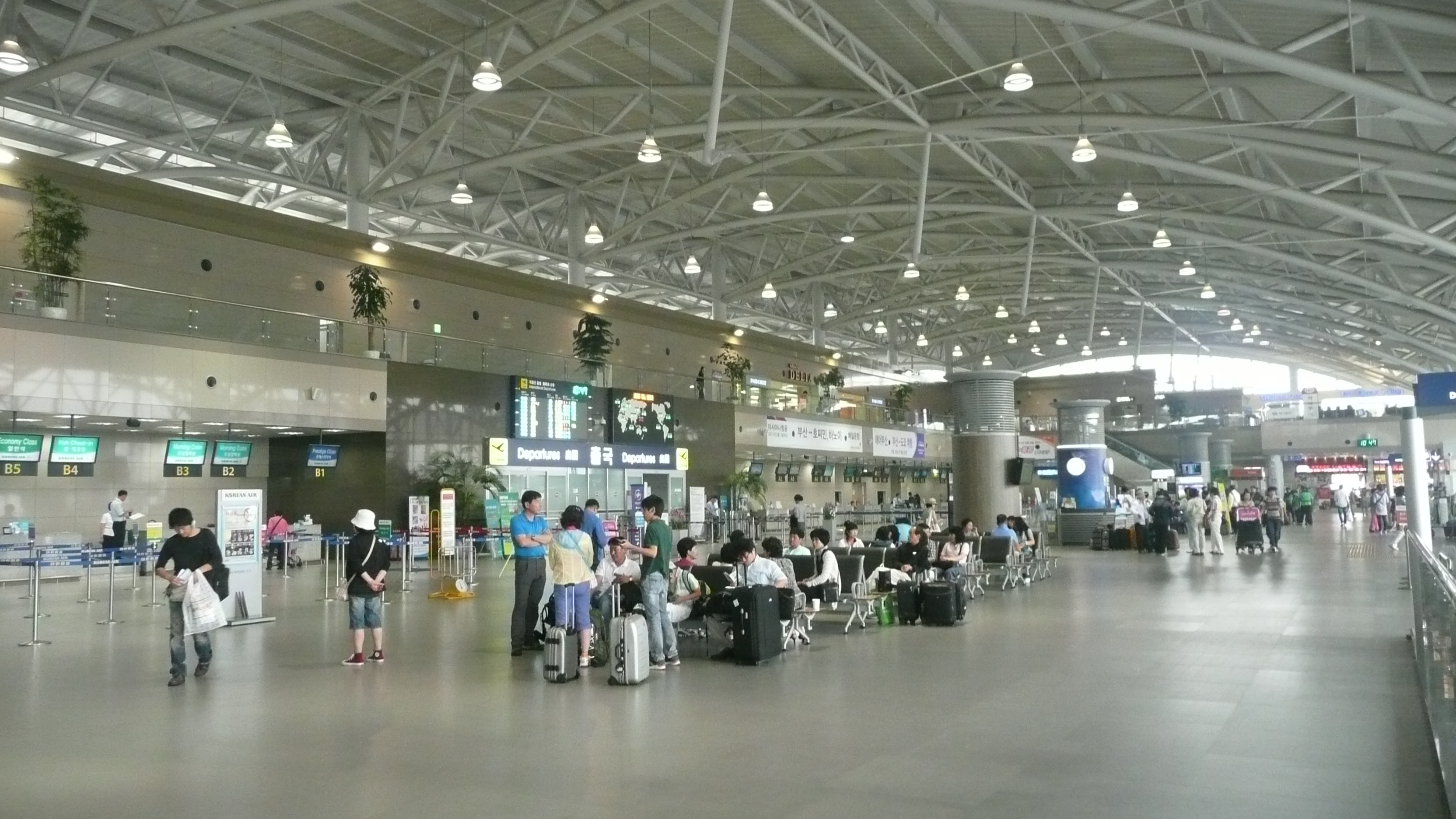
터미널 내부

### 부산김해경전철

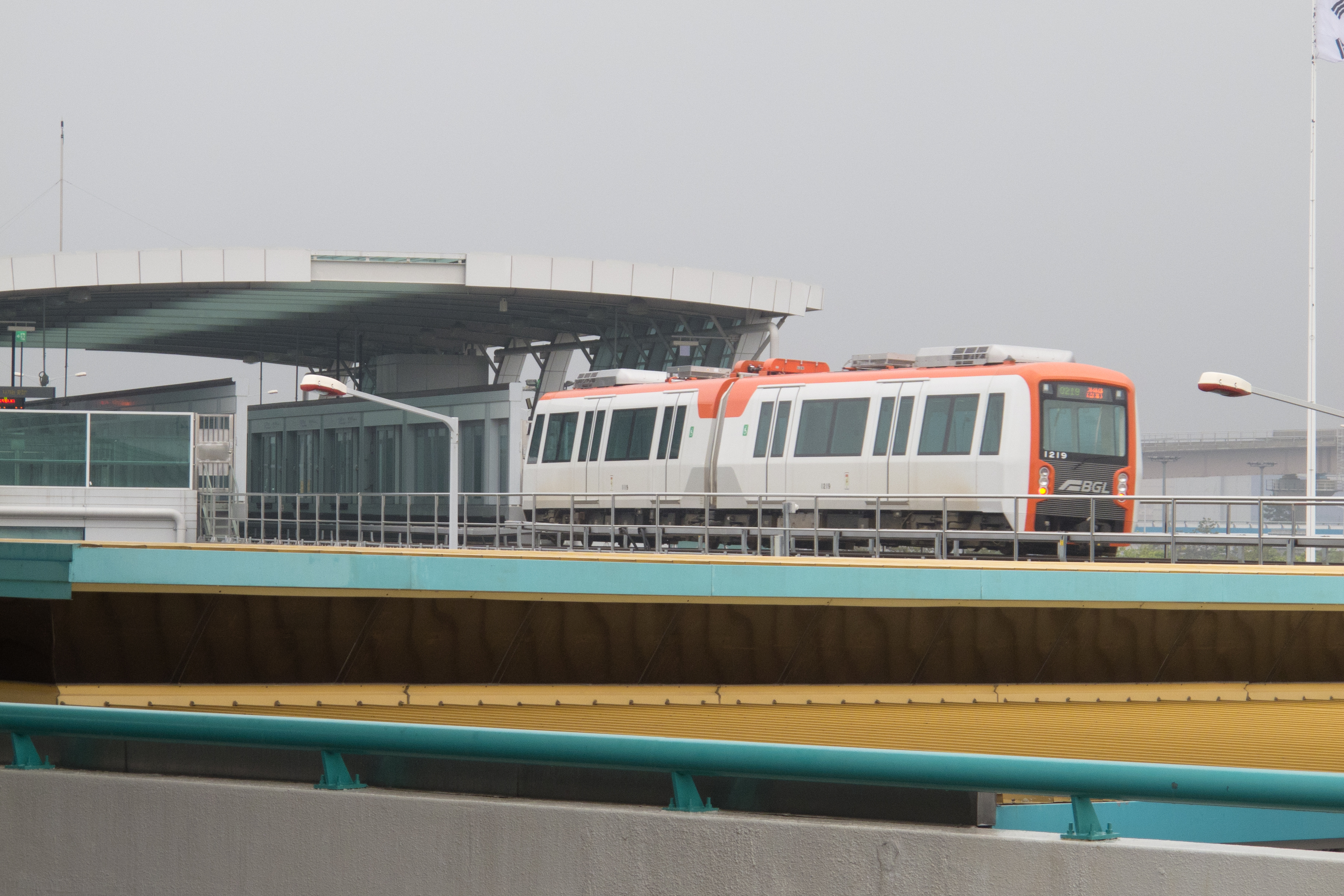
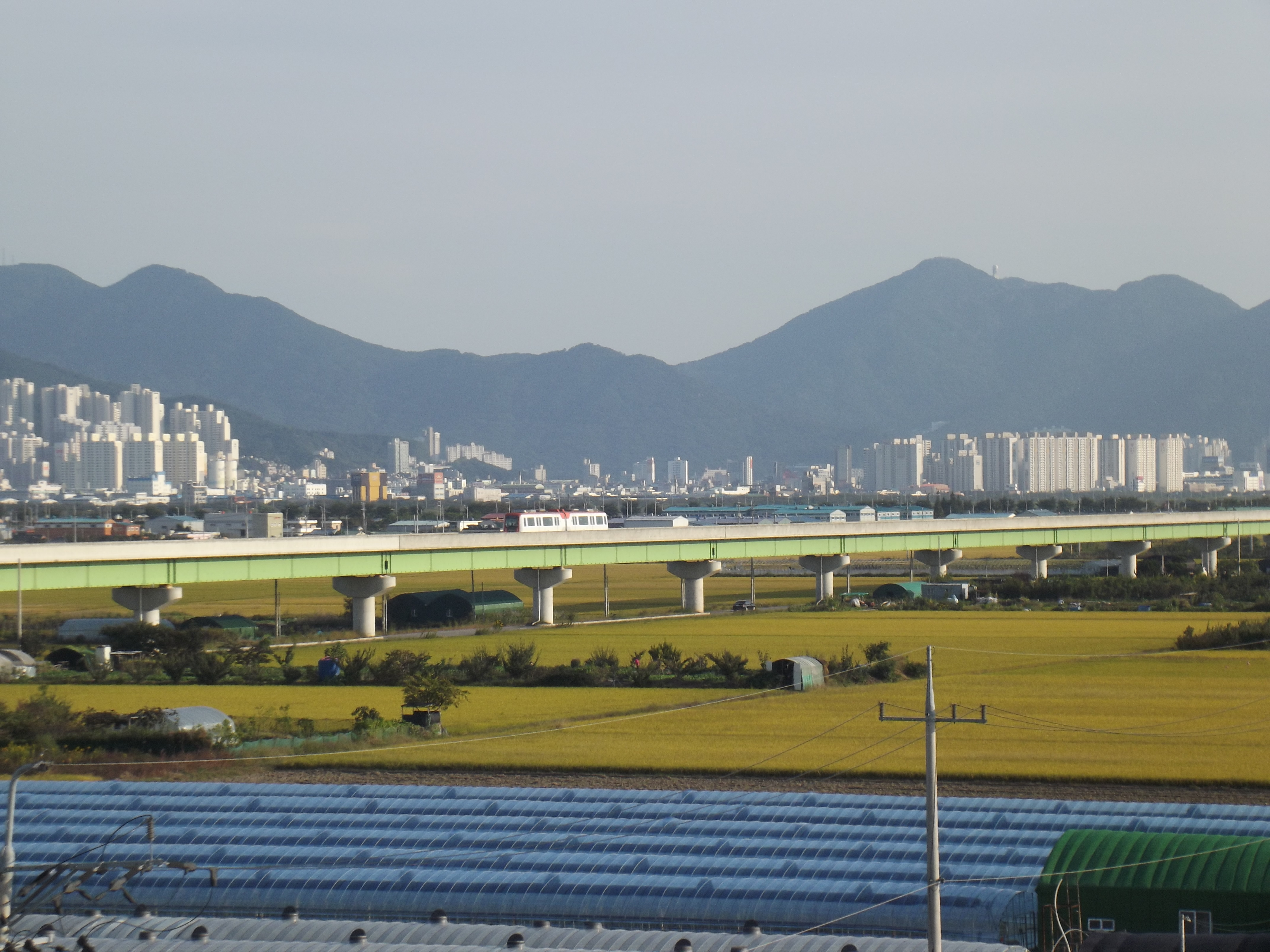
부산김해경전철과 논밭
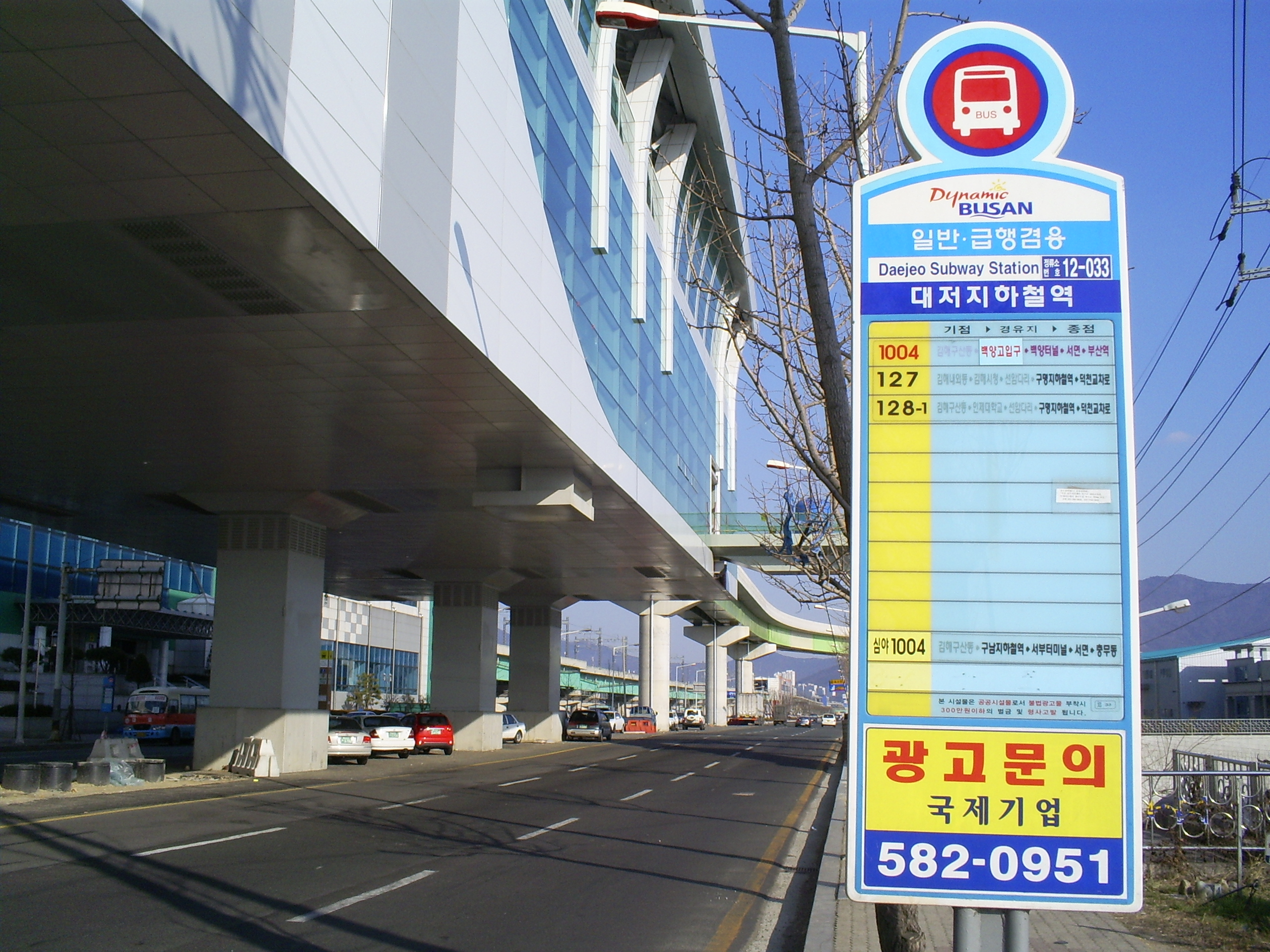
대저역 인근에 있는 버스 정류장
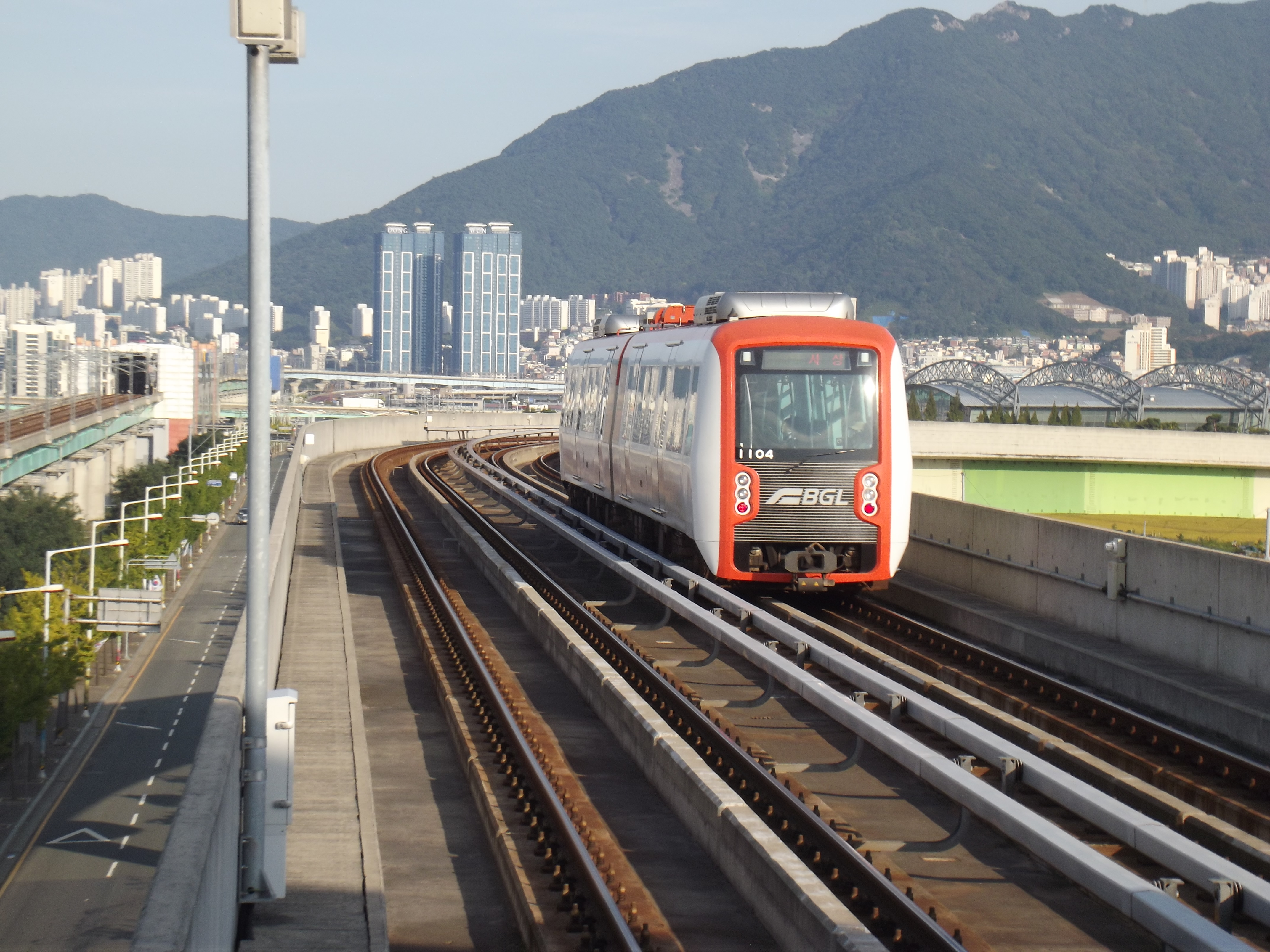
대저역으로 진입하고 있는 부산-김해 경전철 차량으로, 2량 짜리로 운행하고 있다.
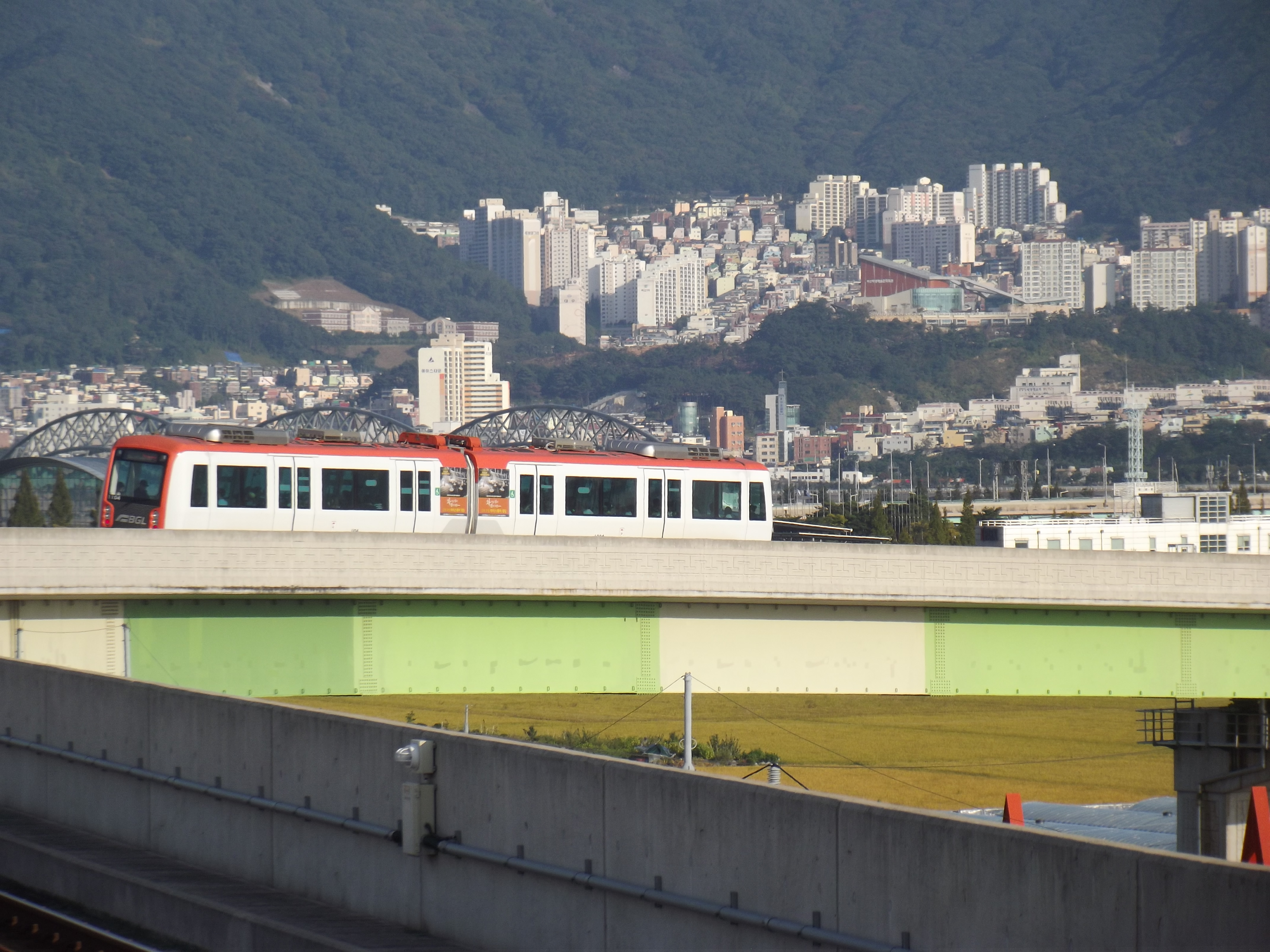
대저역으로 진입하는 부산-김해 경전철 차량으로 2량 짜리의 경량형 열차를 가지고 있다.
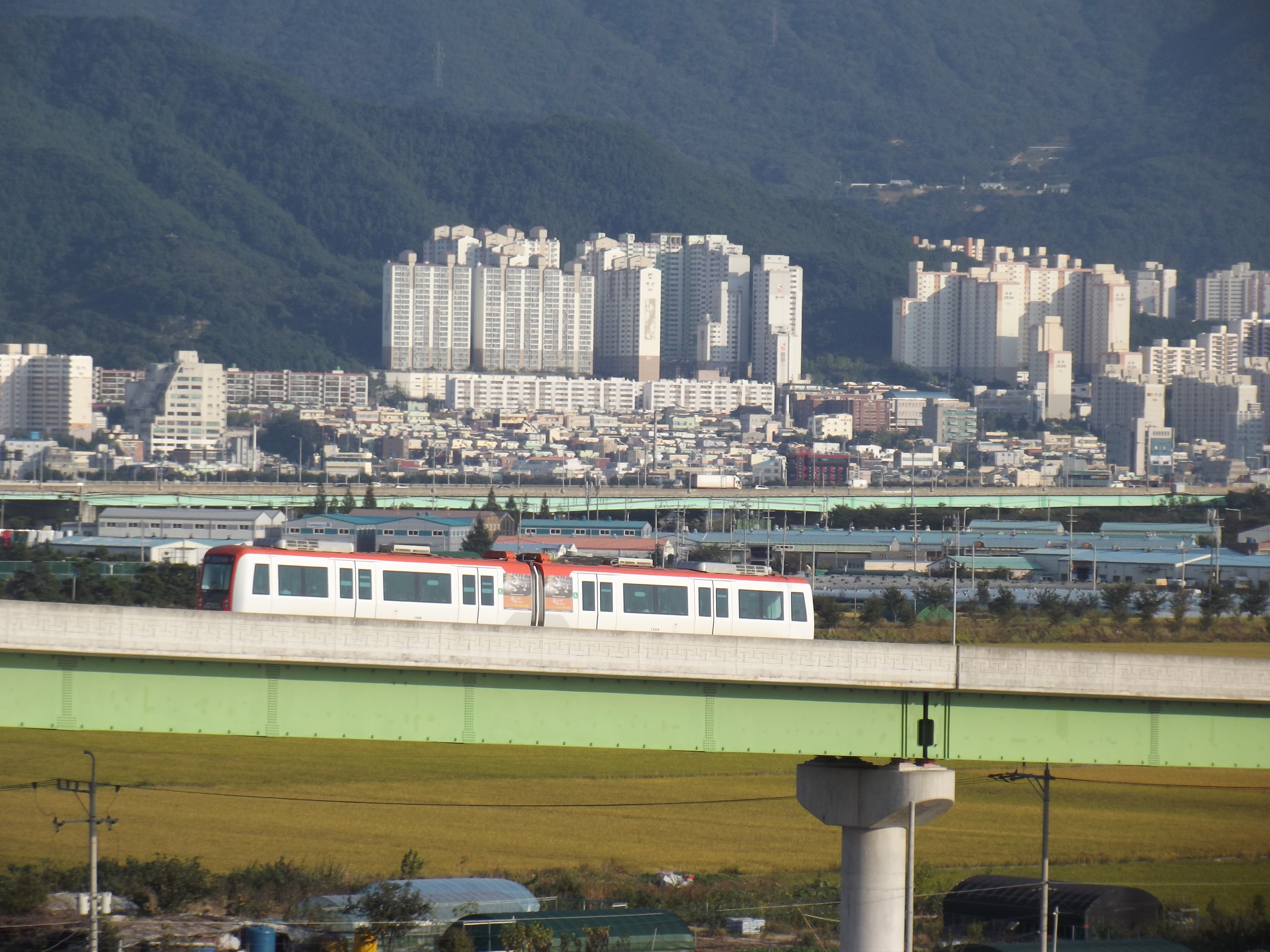
대저역에서 주행중인 부산-김해 경전철 차량의 모습
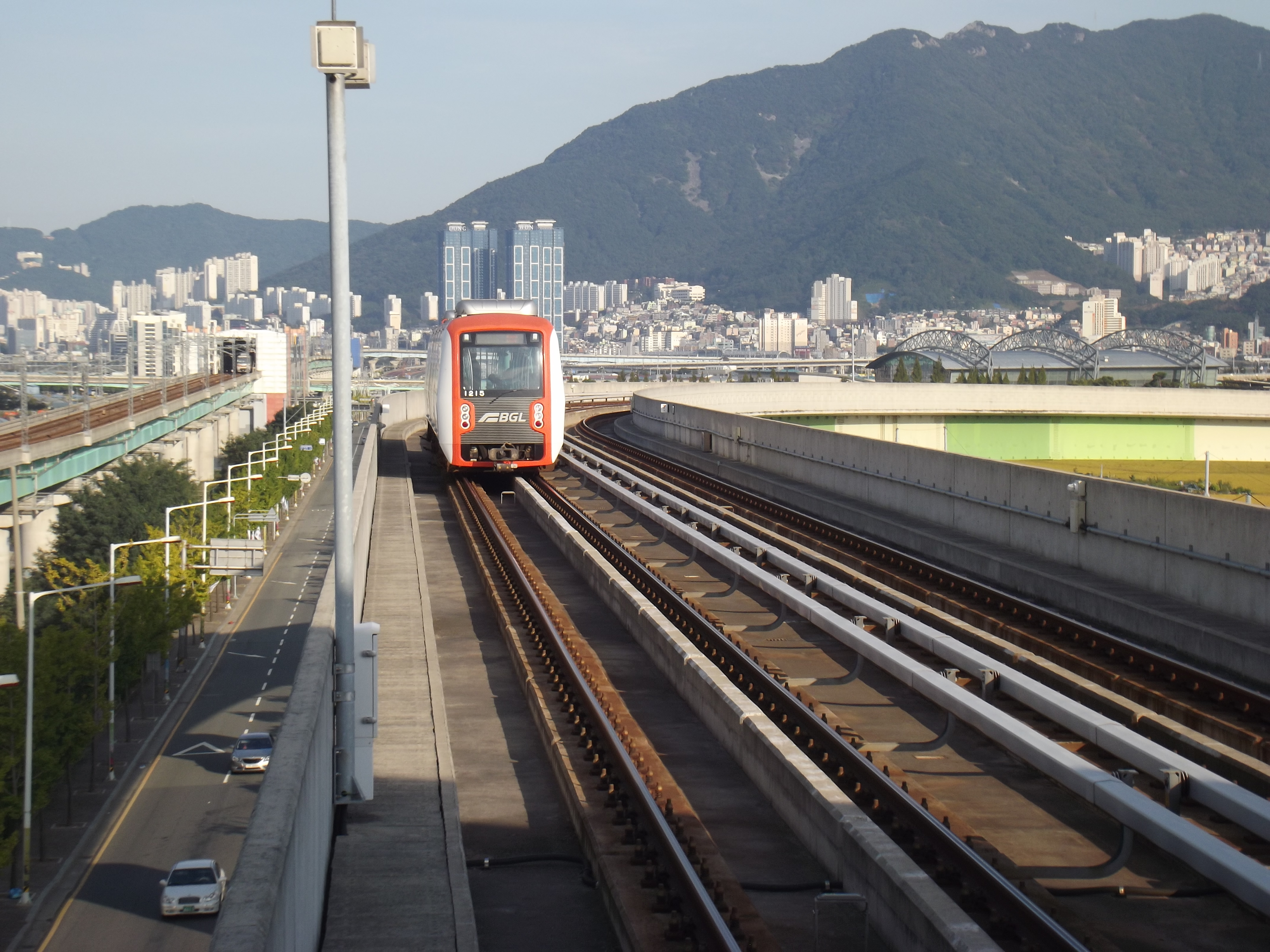
대저역에 진입하여 하차 대기중인 차량
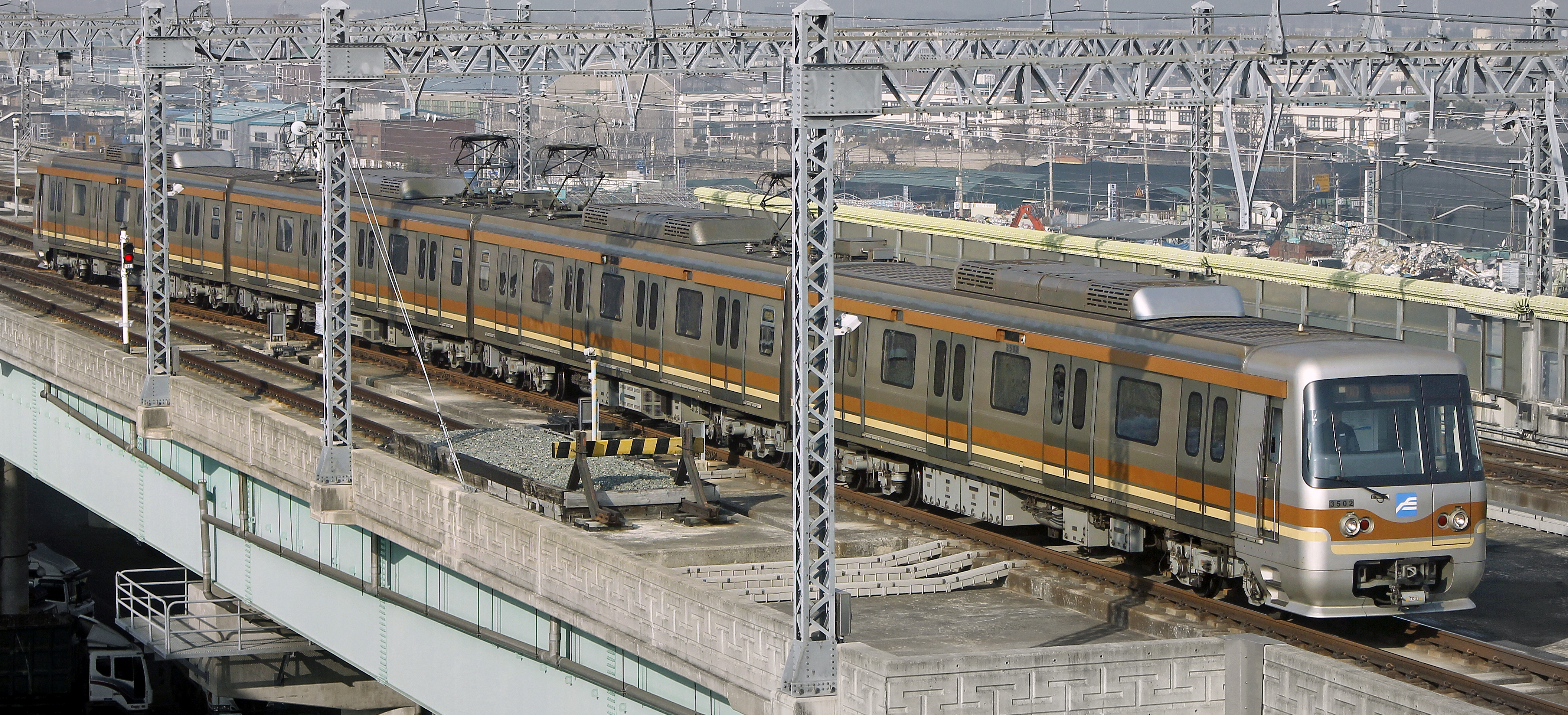
대저역으로 진입하고 있는 부산 도시철도 3호선 소속 3000호대 전동차의 모습. 차량은 4량으로 오사카시 고속 전기궤도 오사카 메트로 이마자토스지선 전동차와 외형이 비슷하다.
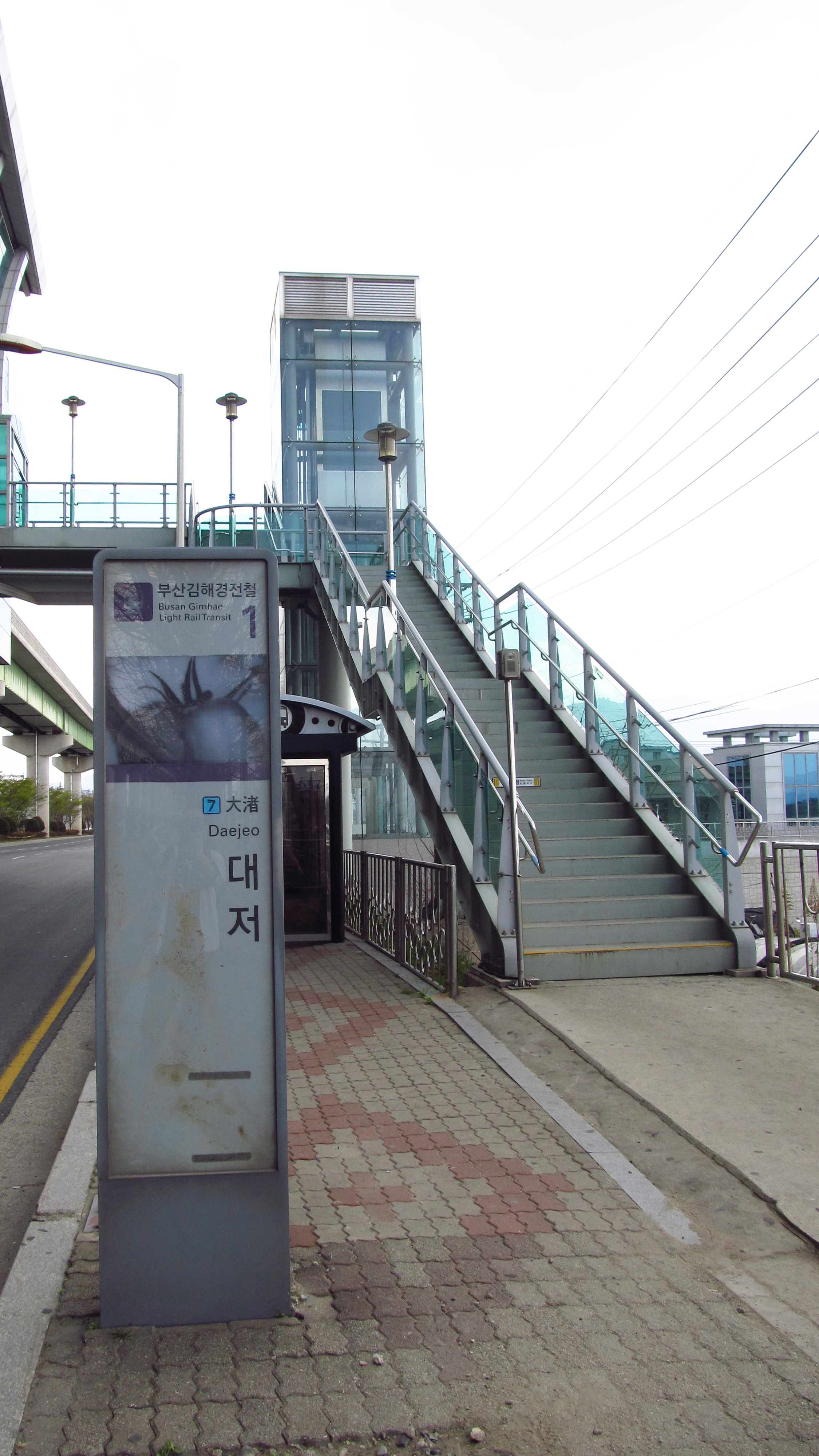
부산-김해 경전철 대저역 1번 출구
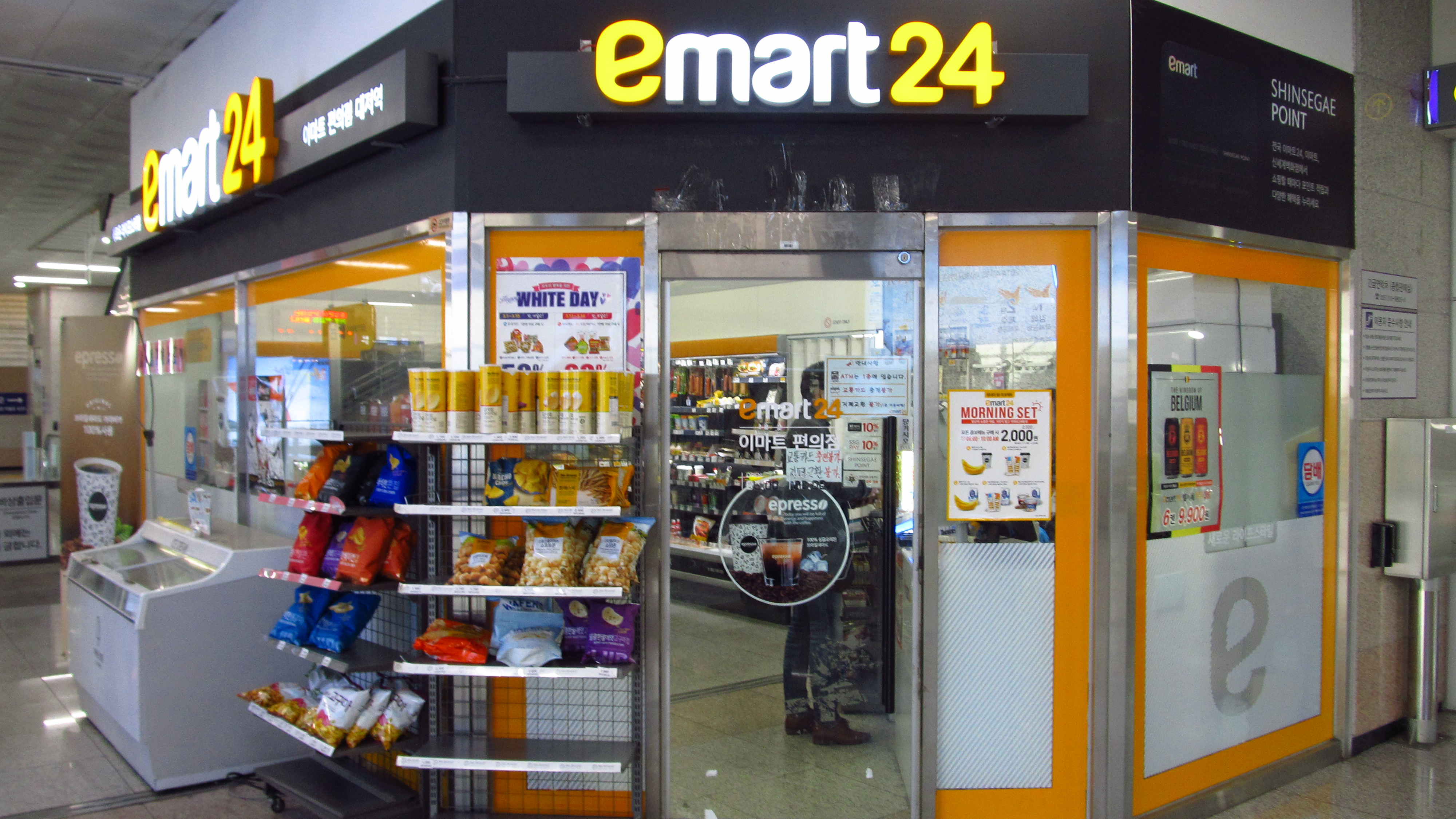
이마트24 대저역점

## 자매 도시
| 지역 & 국가 | 도시       | 도시                       |
| ----------- | ---------- | -------------------------- |
| 대한민국    | 광주광역시 | 남구                       |
| 중국        | 장쑤성     | 전장 시 (2010년 10월 18일) |

## 같이 보기
- 대한민국의 지리